# Ханжа Беншова
Ханжа Беншова (на горнолужишки: Hańža Bjeńšowa) е горнолужишка преводачка, драматург, педагог, редакторка и писателка на произведения в жанра драма и детска литература. Пише своите произведения на горнолужишки език.

## Биография и творчество
Ханжа Беншова е родена на 27 март 1919 г. в село Розентал, Горна Лужица, Германия. През 1933 г. тя завършва училище в родното си село, и продължава средното си образование в село Каменец. В периода 1935 – 1938 г. следва висше образование в Бауцен.
По време на Втората световна война работи като органист в една от католическите енории. През 1946 г. завършва курсове за обучение на учители, след което работи като учител в различни училища в Лужица. В следвоенния период си сътрудничи с лужишката организация „Dom serbskeho ludoweho wuměłstwa“.
В периода 1954 – 1959 г. работи като научен сътрудник в Института за сръбски етнически изследвания в Лайпциг и в периода 1968 – 1975 г. в издателството на лужишкото културно дружество „Домовина“. От 1976 г. е редактор на лужишкото списание „Płomjo“.
Първата ѝ книга „Spušćej so na Maksa“ (Пусни го на Макс) е публикувана през 1961 г., а първата ѝ пиеса „Kak sej Nitka-Witka radu da“ (Как Нитка-Витка дава съвети) е от 1965 г.
През 1974 г. е отличена с ордена „За заслуги към отечеството“ на ГДР за литературното си творчество.
Член на Съюза на писателите на ГДР. Удостоена е през 1980 г. с литературната наградата „Якуб Чишински“ (на името на писателя Якуб Чишински). Получава и наградата на дружество „Домовина“ за развитието на горнолужишкия език.
Превежда на горнолужишки език книгата на посателя Юрий Слепухин „Южный крест“.
Ханжа Беншова умира на 15 март 1999 г. в Бауцен, Германия.

## Произведения

### Проза
- Spušćej so na Maksa (1961)
- Skludźena tučel (1965)
- Kónčkojty zub (1966)
- Klimpotata ryba (1968)
- Jank a Bärbel (1969)
- Monika (1980)
- Złoty rjećazk (1985)
- Kosmodej (1986)
- Der Waldgeist (1986)
- Pez horiny a doliny (1989)
- Majka a micki (1997)

### Пиеси
- Kak sej Nitka-Witka radu da (1965)
- Spušćej so na Maksa (1965)
- Parlički wódneho muža (1968)
- Rjadowniska kniha (1970)
- Klimpotata ryba (1976)